# Most w Kutach (drewniany)
Most w Kutach – drewniany most drogowo-kolejowy na rzece Czeremosz w Kutach, w ówczesnej II Rzeczypospolitej (obecnie na Ukrainie). Konstrukcję zbudowano w 1930 r., a zniszczona została podczas II wojny światowej. Długość przeprawy wynosiła 306 m. Po 1945 r. w tym miejscu powstał most stalowy, który połączył Kuty i Wyżnicę.

## Historia
Pierwotnie w tym rejonie istniał most zbudowany podczas I wojny światowej, który uległ zniszczeniu w latach 20. wskutek powodzi.
Omawiany most został wzniesiony latem 1930 r. przez żołnierzy 4 Brygady Saperów. Budowa trwała dwa i pół miesiąca. Zyskała doskonałą opinię ówczesnego rektora Politechniki Warszawskiej profesora Andrzeja Pszenickiego. 27 września 1930 w Kutach odbył się uroczysty obchód świąt 1 i 2 Batalionów Mostów Kolejowych połączony z ceremonią poświęcenia mostu. W ceremonii poświęcenia mostu wziął udział m.in. wiceminister rolnictwa Wiktor Leśniewski i dyrektor Administracji Lasów Państwowych Adam Loret. Most został poświęcony przez biskupa polowego Stanisława Galla podczas mszy świętej polowej, po której odbyła się defilada saperów.

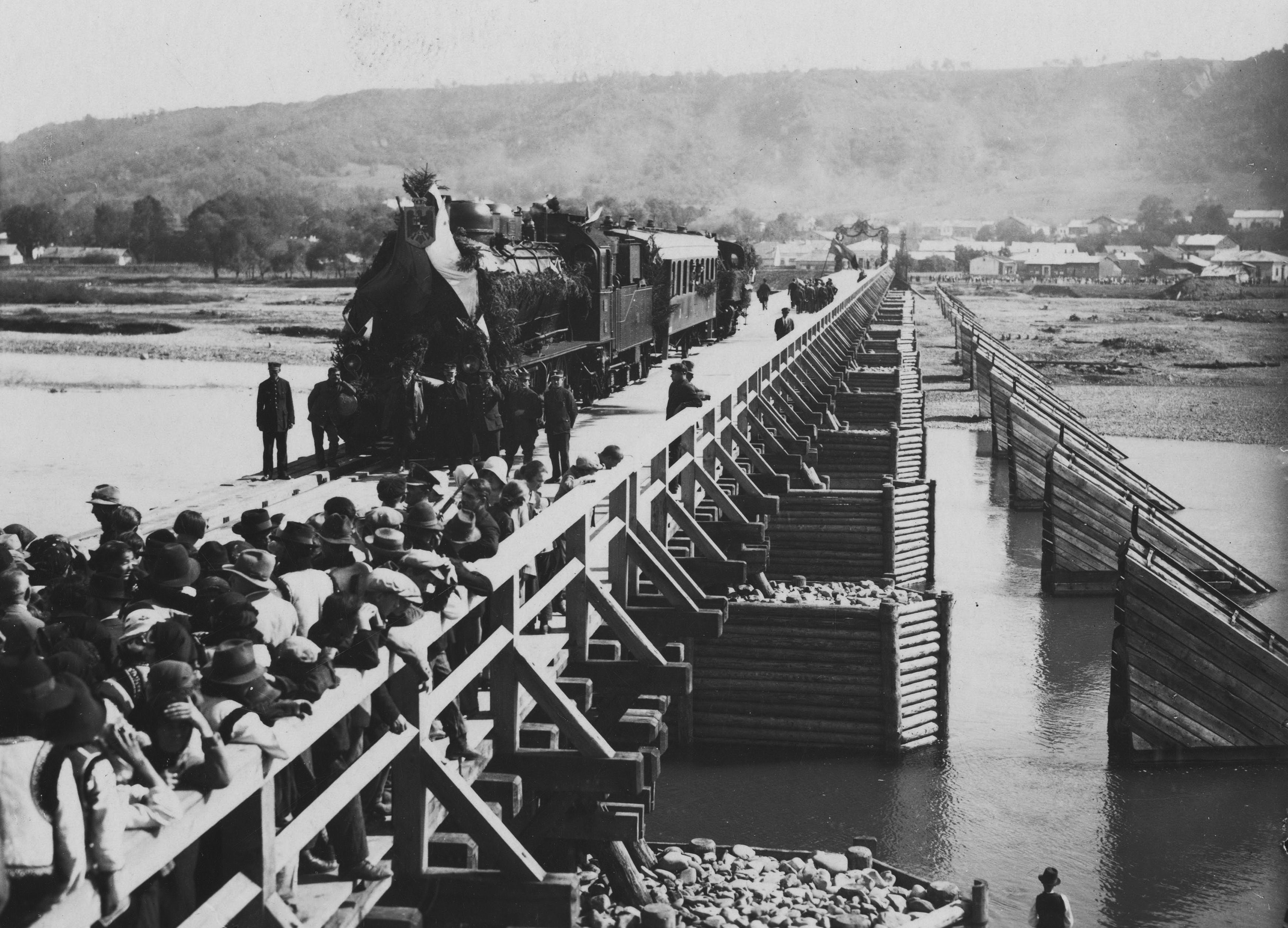
Most w Kutach (1930)

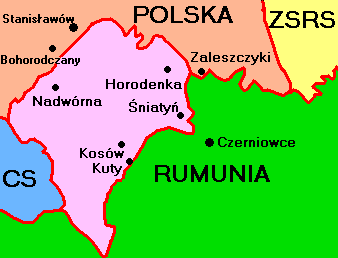
Ówczesna granica polsko-rumuńska

Most był konstrukcji drewnianej i miał długość ok. 400 metrów, a przeznaczony był dla ruchu pieszego, kołowego oraz kolejowego (w niektórych źródłach współczesnych mówi się o istnieniu dwóch mostów: drogowego i kolejowego). Później poprowadzono odcinek linii kolejowej od mostu do wybudowanego dworca kolejowego w Kutach, ukończony w 1933 r. Dworzec w Kutach stał się odtąd stacją końcową linii kolejowej do Niepołokowic (wówczas w granicach Rumunii pod nazwą Grigore Ghica Vodă), gdzie łączyła się ona z główną linią kolejową Warszawa – Lwów – Bukareszt – Stambuł.
W okresie II Rzeczypospolitej był to most graniczny na Czeremoszu, na granicy między Polską a Rumunią i łączył polskie Kuty (w województwie stanisławowskim) z rumuńską miejscowością Wyżnica (Vijnița). W pobliżu mostu funkcjonowała Placówka Straży Granicznej I linii „Kuty” (budynek zachował się do czasów współczesnych). Od lutego 1939 r. ochronę granicy z Rumunią przejął Korpus Ochrony Pogranicza.
Po wybuchu II wojny światowej 1 września 1939 r. i ataku Niemiec na Polskę podczas kampanii wrześniowej do Kut przybyło kilkadziesiąt tysięcy polskich uciekinierów zamierzających przejść na stronę rumuńską. Przez most ewakuowali się z kraju reprezentanci korpusu dyplomatycznego i ambasad, dotychczas przebywający w Rzeczypospolitej. Na wieść o dokonanej 17 września agresji ZSRR na Polskę, most graniczny w Kutach przekroczyli w nocy 17/18 września i uszli do Rumunii najwyżsi urzędnicy państwowi II Rzeczypospolitej: prezydent RP Ignacy Mościcki (ok. 21:45), wódz naczelny marszałek Edward Śmigły-Rydz, premier Felicjan Sławoj Składkowski, minister spraw zagranicznych Józef Beck, marszałek Sejmu RP Wacław Makowski, marszałek Senatu RP Bogusław Miedziński, przedstawiciele urzędów centralnych, kilku wojewodów oraz generalicja. Tego samego dnia przed odjazdem w kościele w Kutach mszę św. dla uchodzącej elity państwowej odprawił ks. Wincenty Smal. Wymienieni dostojnicy przejeżdżali przez most limuzynami. Prócz nich most przekroczyły wówczas dwie ciężarówki. Przejeżdżającego przez most, po innych wyżej wymienionych, marszałka Śmigłego-Rydza krótko po północy usiłował powstrzymać płk Ludwik Bociański, który w akcie desperacji dokonał nieudanej próby samobójczej, strzelając sobie w klatkę piersiową. Nazajutrz, 18 września, most przekroczył gen. Władysław Sikorski. Decyzją prezydenta RP władze Polski zostały przeniesione do Rumunii, jako że oba kraje były związane układem sojuszniczym. Pomimo tego zarówno prezydent RP, jak i Naczelny Wódz zostali w Rumunii internowani. We wrześniu 1939 r. na środku mostu do bariery były przymocowane chorągiewki w barwach Polski i Rumunii.
Most został zniszczony podczas wojny. Pozostałością po nim jest kamienna podpora, leżąca w Kutach. W miejscu zniszczonego mostu położono kładkę, która uległa zniszczeniu w 2008 r. w wyniku powodzi. Po 1945 r. powstał most stalowy na Czeremoszu, łączący Kuty z Wyżnicą.
Przekroczenie mostu z jesieni 1939 r. wzmiankował w swoim wierszu pt. Wąsik, ach ten wąsik poeta Marian Hemar pisząc: Wciąż jeszcze przed oczami mam wieczór śniatyński / Wciąż przede mną graniczny most w mroku majaczy.
Po nastaniu niepodległej Ukrainy rzeka Czeremosz w tym miejscu dzieli obwód iwanofrankiwski (Kuty) i obwód czerniowiecki (Wyżnica).